# Perla (Arkansas)
Perla es un pueblo ubicado en el condado de Hot Spring en el estado estadounidense de Arkansas. En el Censo de 2010 tenía una población de 241 habitantes y una densidad poblacional de 100,7 personas por km².

## Geografía
Perla se encuentra ubicado en las coordenadas 34°21′54″N 92°46′35″O / 34.36500, -92.77639. Según la Oficina del Censo de los Estados Unidos, Perla tiene una superficie total de 2.39 km², de la cual 2.39 km² corresponden a tierra firme y (0%) 0 km² es agua.

## Demografía
Según el censo de 2010, había 241 personas residiendo en Perla. La densidad de población era de 100,7 hab./km². De los 241 habitantes, Perla estaba compuesto por el 40.25% blancos, el 56.43% eran afroamericanos, el 0% eran amerindios, el 0.41% eran asiáticos, el 0% eran isleños del Pacífico, el 1.66% eran de otras razas y el 1.24% pertenecían a dos o más razas. Del total de la población el 1.66% eran hispanos o latinos de cualquier raza.